# Johan Hegermann-Lindencrone

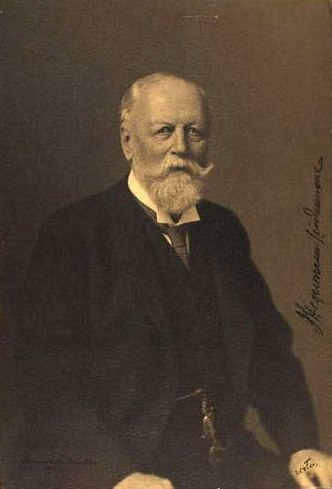
Johan Hegermann-Lindencrone 1913.

Johan Henrik Hegermann-Lindencrone, född den 21 juli 1838, död den 8 december 1918 i Köpenhamn, var en dansk diplomat. Han var son till Cai Hegermann-Lindencrone.
Hegermann-Lindencrone blev 1862 statsvetenskaplig kandidat och tjänstgjorde sedan i utrikesministeriet. Han var ministerresident 1872–1880 i Washington och 1880–1890 i Rom samt blev envoyé 1890 i Stockholm, 1897 i Paris och 1902 i Berlin, där han i januari 1908 avslöt traktaten om tysk naturalisering av de nordslesvigska optanternas barn. Han avgick från envoyéposten 1912. Hans amerikanskfödda hustru utgav Erindringer (två band, 1912–1914), varav andra bandet handlar om det äkta parets liv i den diplomatiska världen (svensk översättning, "Diplomatliv. En ministerfrus minnen", 1916).